# Silene ajanensis
Silene ajanensis är en nejlikväxtart som först beskrevs av Eduard August von Regel och Til., och fick sitt nu gällande namn av Voroshilov. 
Silene ajanensis ingår i släktet glimmar och familjen nejlikväxter. Inga underarter finns listade i Catalogue of Life.